# Alfombra de Kashmar

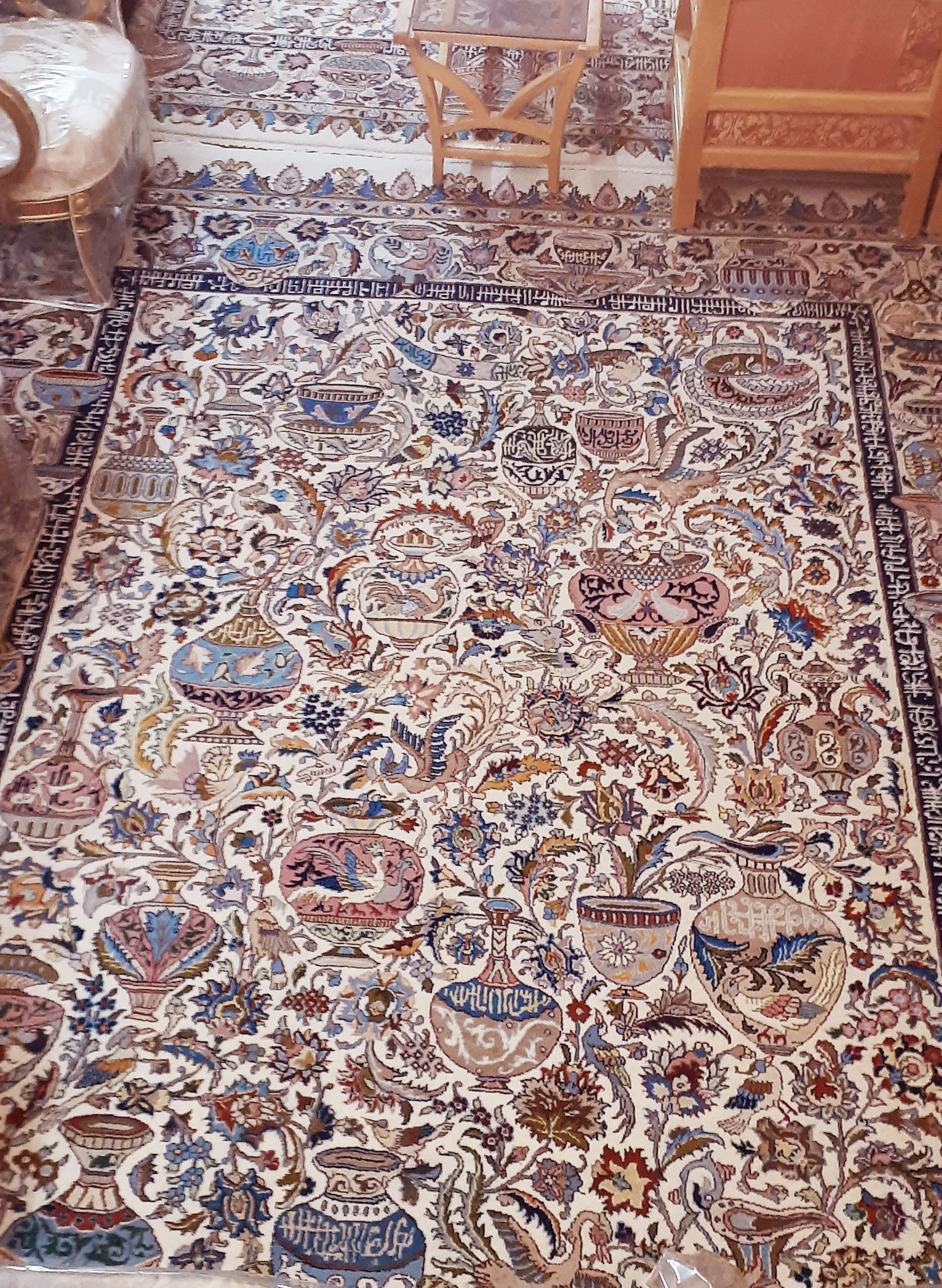
Alfombra de Kashmar

Alfombra de Kashmar (persa: قالی کاشمر) es una alfombra persa regional que lleva el nombre de su origen, la ciudad de Kashmar, que se produce en todo el condado de Kashmar. Las alfombras Kashmar son hechas a mano y a menudo están disponibles con diseños de paisajes y caza.